# Edward John Thye

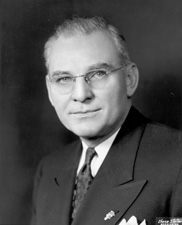
Edward John Thye

Edward John Thye (* 26. April 1896 nahe Frederick, South Dakota; † 28. August 1969 in Northfield, Minnesota) war ein US-amerikanischer Politiker und gehörte der Republikanischen Partei an.

## Leben
Thye wurde 1896 nahe Frederick, South Dakota geboren. Wenige Jahre später zogen er und seine Familie nach Northfield, Minnesota. Während des Ersten Weltkrieges diente er in dem United States Army Air Corps.
1942 wurde Thye zum Vizegouverneur von Minnesota gewählt. Als der damalige Gouverneur Harold Stassen während des Zweiten Weltkrieges sein Amt niederlegte um in die United States Navy einzutreten, übernahm Thye 1943 das Amt. Bei der Gouverneurswahl am 7. November 1944 wurde er als Gouverneur des Bundesstaates bestätigt und blieb dies bis Januar 1947. 1946 wurde er in den US-Senat gewählt und vertrat dort Minnesota vom 3. Januar 1947 bis zum 3. Januar 1959. 1958 verlor er die Wiederwahl gegen Eugene McCarthy. 
Thye starb am 28. August 1969 in Northfield, Minnesota und wurde auf dem dortigen Oaklawn Cemetery beigesetzt.